# Bilka
Bilka (bulgariska: Билка) är ett distrikt i Bulgarien.   Det ligger i kommunen Obsjtina Ruen och regionen Burgas, i den östra delen av landet, 300 kilometer öster om huvudstaden Sofia.
Omgivningarna runt Bilka är en mosaik av jordbruksmark och naturlig växtlighet. Runt Bilka är det ganska glesbefolkat, med 47 invånare per kvadratkilometer.